# ناحیه سلهت
ناحیهٔ سیلهِت (به لاتین: Sylhet District) یک ناحیه در بنگلادش است که در استان سیلهت واقع شده‌است.

## خصوصیات
ناحیه سیلهت ۳٬۴۵۲٫۰۷ کیلومترمربع مساحت و ۳٬۴۳۴٬۱۸۸ نفر جمعیت دارد.